# Lefter Millo
https://sport-retro.gr/wp-content/uploads/2018/03/milos7.jpg
Lefter Millo (Derviçan, 2 aprile 1966 – Giannouli, 8 marzo 1997) è stato un calciatore albanese, di ruolo centrocampista.
In Grecia era noto come Lefteris Milos.

## Biografia
Morì in un incidente stradale nei pressi di Larissa.
Il 9 marzo del 2013, a Gjirokastër ed a Derviçan si sono svolte due manifestazioni in memoria di Leftër Millo. Hanno partecipato ex dirigenti e compagni di squadra del Larissa e ex dirigenti e compagni di squadra del Luftetari e del Partizani.
A Derviçan è stato successivamente svelato un busto realizzato dallo scultore Maksim Mero che riporta in greco ed in albanese la didascalia: "leggenda del football" ed in soli caratteri greci "Lefter Millo".

## Carriera
Ha iniziato la carriera di calciatore alla scuola dei Pionieri del villaggio natale di Derviçan all'età di 11 anni (come riferito nell'intervista rilasciata al settimanale sportivo Sporti Popullor n. 51/1984 del 4 dicembre 1984), successivamente ha proseguito nelle giovanili del Luftëtari, nelle cui file ha debuttato nella Kategoria e parë, la massima serie del campionato albanese di calcio il 19 febbraio 1984 a Korçë contro lo Skënderbeu (risultato finale 0-0). Segna il primo gol nel corso della partita Luftëtari-Partizani del 28 aprile 1985. Nel 1985 venne votato da specialisti albanesi come uno dei giovani più promettenti del campionato.
Precedentemente aveva partecipato, sempre con il KS Luftëtari al campionato nazionale albanese riservato ai giocatori u21.
Dovendo, come ogni cittadino albanese,  svolgere il servizio militare venne convinto dall'allora allenatore del Partizani Tirana, Neptun Bajko ad arruolarsi nell'esercito e continuare la carriera di calciatore al Partizani Tirana a partire dal 1º gennaio 1986. Con questa squadra ha vinto un campionato albanese e partecipò alla Coppa dei Campioni (a Lisbona, contro il Benfica, la sua unica presenza). Anni dopo Neptun Bajko dichiarò in un'intervista che il trasferimento di Millo dal Luftëtari al Partizani fu assai più complicato del previsto. Nel frattempo era stato convocato con le Nazionali Under-18 e Under-21 albanesi.
In seguito viene convocato nella Nazionale maggiore, con la quale debutta a Berat nell'amichevole contro Cuba il 6 agosto 1988 (0-0).
All'inizio del 1991, quando la maggior parte dei migliori sportivi albanesi lasciò il paese, caduto nella prima grave crisi sociale-economica, si trasferì in Grecia e sottoscrisse un contratto con il Larissa, dove rimase fino al 1996 prima di passare all'Iraklis.
Gioca la sua ultima partita con il Partizani il 9 febbraio 1991 a Tirana contro il Traktori Lushnjë segnando un gol al 23' del primo tempo.
Gioca la sua ultima partita con la Nazionale albanese il 9 ottobre 1996 a Tirana (Albania-Portogallo 0-3).

## Statistiche

### Cronologia presenze e reti in Nazionale
| Cronologia completa delle presenze e delle reti in nazionale ― Albania | Cronologia completa delle presenze e delle reti in nazionale ― Albania | Cronologia completa delle presenze e delle reti in nazionale ― Albania | Cronologia completa delle presenze e delle reti in nazionale ― Albania | Cronologia completa delle presenze e delle reti in nazionale ― Albania | Cronologia completa delle presenze e delle reti in nazionale ― Albania | Cronologia completa delle presenze e delle reti in nazionale ― Albania | Cronologia completa delle presenze e delle reti in nazionale ― Albania |
| Data                                                                   | Città                                                                  | In casa                                                                | Risultato                                                              | Ospiti                                                                 | Competizione                                                           | Reti                                                                   | Note                                                                   |
| ---------------------------------------------------------------------- | ---------------------------------------------------------------------- | ---------------------------------------------------------------------- | ---------------------------------------------------------------------- | ---------------------------------------------------------------------- | ---------------------------------------------------------------------- | ---------------------------------------------------------------------- | ---------------------------------------------------------------------- |
| 6-8-1988                                                               | Berat                                                                  | Albania                                                                | 0 – 0                                                                  | Cuba                                                                   | Amichevole                                                             | -                                                                      | 46’                                                                    |
| 20-9-1988                                                              | Costanza                                                               | Romania                                                                | 3 – 0                                                                  | Albania                                                                | Amichevole                                                             | -                                                                      | 46’                                                                    |
| 19-10-1988                                                             | Chorzów                                                                | Polonia                                                                | 1 – 0                                                                  | Albania                                                                | Amichevole                                                             | -                                                                      |                                                                        |
| 5-11-1988                                                              | Tirana                                                                 | Albania                                                                | 1 – 2                                                                  | Svezia                                                                 | Qual. Mondiali 1990                                                    | -                                                                      |                                                                        |
| 18-1-1989                                                              | Tirana                                                                 | Albania                                                                | 1 – 1                                                                  | Grecia                                                                 | Amichevole                                                             | -                                                                      |                                                                        |
| 8-3-1989                                                               | Tirana                                                                 | Albania                                                                | 0 – 2                                                                  | Inghilterra                                                            | Qual. Mondiali 1990                                                    | -                                                                      | 75’                                                                    |
| 26-4-1989                                                              | Londra                                                                 | Inghilterra                                                            | 5 – 0                                                                  | Albania                                                                | Qual. Mondiali 1990                                                    | -                                                                      |                                                                        |
| 8-10-1989                                                              | Solna                                                                  | Svezia                                                                 | 3 – 1                                                                  | Albania                                                                | Qual. Mondiali 1990                                                    | -                                                                      |                                                                        |
| 30-5-1990                                                              | Reykjavík                                                              | Islanda                                                                | 2 – 0                                                                  | Albania                                                                | Qual. Euro 1992                                                        | -                                                                      |                                                                        |
| 19-12-1990                                                             | Siviglia                                                               | Spagna                                                                 | 9 – 0                                                                  | Albania                                                                | Qual. Euro 1992                                                        | -                                                                      |                                                                        |
| 26-5-1991                                                              | Tirana                                                                 | Albania                                                                | 1 – 0                                                                  | Islanda                                                                | Qual. Euro 1992                                                        | -                                                                      |                                                                        |
| 4-9-1991                                                               | Amarousio                                                              | Grecia                                                                 | 0 – 2                                                                  | Albania                                                                | Amichevole                                                             | -                                                                      |                                                                        |
| 22-4-1992                                                              | Siviglia                                                               | Spagna                                                                 | 3 – 0                                                                  | Albania                                                                | Qual. Mondiali 1994                                                    | -                                                                      |                                                                        |
| 3-6-1992                                                               | Tirana                                                                 | Albania                                                                | 1 – 0                                                                  | Lituania                                                               | Qual. Mondiali 1994                                                    | -                                                                      | 89’                                                                    |
| 9-9-1992                                                               | Belfast                                                                | Irlanda del Nord                                                       | 3 – 0                                                                  | Albania                                                                | Qual. Mondiali 1994                                                    | -                                                                      |                                                                        |
| 8-9-1993                                                               | Tirana                                                                 | Albania                                                                | 0 – 1                                                                  | Danimarca                                                              | Qual. Mondiali 1994                                                    | -                                                                      |                                                                        |
| 22-9-1993                                                              | Tirana                                                                 | Albania                                                                | 1 – 5                                                                  | Spagna                                                                 | Qual. Mondiali 1994                                                    | -                                                                      |                                                                        |
| 16-11-1994                                                             | Tirana                                                                 | Albania                                                                | 1 – 2                                                                  | Germania                                                               | Qual. Euro 1996                                                        | -                                                                      |                                                                        |
| 14-8-1996                                                              | Amarousio                                                              | Grecia                                                                 | 2 – 1                                                                  | Albania                                                                | Amichevole                                                             | -                                                                      | 53’                                                                    |
| 9-10-1996                                                              | Tirana                                                                 | Albania                                                                | 0 – 3                                                                  | Portogallo                                                             | Qual. Mondiali 1998                                                    | -                                                                      | 72’                                                                    |
| Totale                                                                 |                                                                        | Presenze                                                               | 20                                                                     |                                                                        | Reti                                                                   | 0                                                                      |                                                                        |

## Palmarès

### Club

#### Competizioni nazionali
- Campionato albanese: 1

Partizani Tirana: 1986-1987
- Coppa della Federazione: 1

Partizani Tirana: 1986
- Coppa Zëri i Popullit: 1

Partizani Tirana: 1987
- Sesta edizione Spartakiade Nazionale: 1

Partizani Tirana: 1989